# Сяоу-ди (Восточная Цзинь)
Цзиньский Сяоу-ди (кит. трад. 晉孝武帝), личное имя Сыма Яо (кит. трад. 司馬曜, пиньинь Sīmǎ Yaò), взрослое имя Сыма Чанмин (кит. трад. 司馬昌明, 362—396) — тринадцатый император империи Цзинь; девятый император эпохи Восточная Цзинь.

## Биография
Сыма Яо был сыном Куайцзи-вана Сыма Юя от наложницы Ли Линжун. В 371 году генерал Хуань Вэнь возвёл его отца на императорский трон. В 372 году император заболел, и хотел передать трон Хуань Вэню, но тот отказался. Тогда император объявил Сыма Яо своим официальным наследником, а вскоре скончался. Многие придворные, однако, не спешили объявлять Сыма Яо новым императором, ожидая действий со стороны Хуань Вэня, и лишь по настоянию Ван Бяочжи он был возведён на престол. Хуань Вэнь отказался стать регентом, и вместо малолетнего императора стала, как и ранее в подобных случаях, править вдовствующая императрица Чу (вдова императора Кан-ди), решения за которую принимали в основном Се Ань и Ван Танчжи. В 373 году Хуань Вэнь скончался, и угроза узурпации им трона исчезла.
В 375 году 13-летний император женился на 16-летней Ван Вахуэй, которая была объявлена императрицей. В 376 году вдовствующая императрица Чу официально прекратила регентство, и император официально стал править самостоятельно, хотя все важнейшие решения по-прежнему принимал Се Ань. В 380 году императрица Ван скончалась; хотя у императора были другие супруги и наложницы, никто из них больше не получал титула «императрицы».
С 376 года государство Ранняя Цинь начала завоевание прочих китайских земель. Сначала им был аннексирован цзиньский вассал Ранняя Лян, а затем началось наступление на юг. Однако в 383 году состоялась решающая битва на реке Фэйшуй, во время которой войска Ранней Цинь потерпели сокрушительное поражение от цзиньских войск, после чего Ранняя Цинь начала распадаться, что позволило Цзинь вернуть большинство утерянных земель.
В 385 году Се Ань скончался, и император сделал главным министром своего младшего брата Сыма Даоцзы. Они проводили время в выпивке и пирах, не уделяя особо времени государственным делам. В 387 году император объявил своего 5-летнего сына Сыма Дэцзуна наследником престола несмотря на то, что тот был умственно неполноценным. С 390 года отношения между братьями начали ухудшаться, что вылилось в 395 году в открытый конфликт между императором и Сыма Даоцзы, но его удалось уладить.
В 396 году император уделял выпивке и женщинам столько времени, что уже практически не занимался государственными делами. Осенью 396 года супруга Чжан, обидевшись на шутку со стороны императора относительно её возраста, дождалась, когда он, пьяный, уснёт ночью, и задушила его, после чего, подкупив евнухов и придворных, заявила, что император умер во сне. Расследования проведено не было; умственно неполноценный Сыма Дэцзун стал новым императором, а Сыма Даоцзы — регентом при нём.

## Девизы правления
- Нинкан (寧康 Níngkāng) 373—375
- Тайюань (太元 Tàiyuán) 376—396